# Dyops chromatophila
Dyops chromatophila är en fjärilsart som beskrevs av Walker 1858. Dyops chromatophila ingår i släktet Dyops och familjen nattflyn. Inga underarter finns listade i Catalogue of Life.